# 近鉄奈良線列車暴走追突事故
近鉄奈良線列車暴走追突事故（きんてつならせんれっしゃぼうそうついとつじこ）は、1948年（昭和23年）3月31日に近畿日本鉄道（近鉄）奈良線河内花園駅付近で発生した列車衝突事故である。衝突が起こった地点から花園事故、また、事故の原因となったブレーキ故障が生駒トンネル内で発生（発覚）したことから生駒トンネルノーブレーキ事故とも呼ばれる。

## 事故概要
近鉄奈良線の近畿日本奈良（現・近鉄奈良）発上本町（現・大阪上本町）行き急行電車（第712列車）が、生駒トンネルを走行中にブレーキが効かなくなり、トンネル内からの下り坂で加速・暴走し、河内花園駅を発車した直後の上本町行き普通電車に、70 - 80 km/hで7時51分または52分頃に追突した。
衝突した側である急行電車の各車は木造車であったために衝撃で大破し、特に先頭車のモ9は車体が半分以上前後の車両に食い込んで原形を留めず、2両目以下も相互の連結部分を中心に大きな破損が発生した。衝突された側の普通電車は鋼製車であったため大破は免れたが、それでもモ9と衝突したモ307は運転台部分が潰れ、さらにモ9の台枠以下が床下に潜り込んで車体が大きく持ち上がるという、凄惨な被害状況を呈した。
この事故により乗客・乗員合わせて49名が死亡、282名が負傷した。

## 原因
戦中戦後の酷使の結果、老朽状態で放置されていたブレーキホースがゴムの劣化によって破損したことが原因とされる。事故車両は本来非常弁付き直通ブレーキ搭載車であり、フェイルセーフ性確保のために自動空気ブレーキと同様の機構による非常ブレーキ装置を搭載していた。だが、戦中戦後の混乱期にはゴムなどの物資不足が原因で、非常直通ブレーキ搭載車について非常ブレーキ機能を殺し、そのブレーキ管を非接続とすることでブレーキホースの使用を節約するといった危険な施策が近鉄を含む各社で横行していた。そのため、ブレーキシリンダーに直接空気圧を送ってブレーキを動作させるための直通管（SAP管）と呼ばれる空気管のホースが破損すると、ブレーキが全く効かない状態となっていた。
事故車両には主電動機を発電機として使用し、運動エネルギーを一旦電力に変換後、抵抗器で熱エネルギーとして放出することで減速する発電ブレーキが備わっておらず、さらにはパンタグラフが暴走によって架線から外れてしまい、マスコンの主回路を逆転させて電動機を逆方向に回転させ、その抵抗力で減速させる非常制動（逆転制動）が使用できなかったことも被害をさらに拡大させた。
また、戦中に徴兵された年配の職員がまだ職場復帰しておらず、21歳という経験不足の運転士が電車を運転していた。事故車両が当日の奈良行き列車として運用されていた際には額田駅で、そして折り返しとなったこの電車でも事故直前に近畿日本生駒駅（現・生駒駅）でオーバーランを起こしたにもかかわらず、問題はないと判断して運転を継続させたことも事故発生原因のひとつとされている。
この当時は、近鉄のみならず各社で整備不良・資材不足による事故が頻発しており、特に生駒トンネルではこの事故以前に、終戦後2回も以下のような大事故が発生していた。
- 1946年（昭和21年）4月16日 生駒トンネルで列車火災事故。28名死亡、75名負傷。
- 1947年（昭和22年）8月19日 生駒トンネルを通過中の列車がモーター過熱により発火。約40名負傷。

## 事故直前の対応
事故を起こした列車はどの車両もほぼ満員の状態であり、それでいて事故の規模の割には死傷者が少なかったのは、急行電車の運転士が生駒トンネルを抜けた時点で異常に気づき、この先に連続下り勾配が控えていることが乗客に周知されたことや、急行電車の乗客の中に通勤途中の警察官や国鉄職員、近鉄社員が居合わせ、乗客の動揺を静める、衝突に備え身を伏せるなどの体勢を取らせる、各車の手動ブレーキをかける、空気抵抗を増して減速させようと窓を開けるなど、可能な限りの努力を行ったことなどの要因が重なった結果であると指摘されている。
当該の急行電車が本来停車するはずの石切駅（瓢簞山駅より3駅手前）を通過したという通報を受け、事故現場から1駅手前の瓢簞山駅を通過する予定だった先行の準急電車を急遽同駅の待避線に入れ、ポイントを切り替えたところで当該の急行電車が猛スピードで通過していったというエピソードも残っている。瓢簞山駅は下り勾配の終端で、それ以降は平坦線となることから、当該の急行電車は瓢簞山駅を通過した時点で最高速度の100 km/h程度に達していたものと推測されている。そのため、もし準急電車に衝突していれば死傷者数はさらに増えた可能性があったともされている。
当該の急行電車の運転士と、同列車の先頭車両に居合わせた近鉄社員は、衝突の瞬間まで先頭車両から退避することなく乗務員室に留まっていた。その結果、運転士は顎の骨を折るなどの重傷を負い、社員はブレーキを握り締めたまま死亡した。この社員は当時存在していた高安工場の職員であったという。

## 事故後
事故後、事態を重く見た近鉄は、奈良線で生駒越え運用に投入される車両について、ブレーキ装置をA動作弁による自動空気ブレーキへ統一する工事を1950年頃までに急ピッチで実施した。自動空気ブレーキであれば、最低でもブレーキ管1本がつながっていれば機能し、仮に本事故のように各車間のブレーキ管が断裂した場合でも各車に搭載されたブレーキ弁がブレーキ管の減圧を検出、その場で非常ブレーキが作用して安全に停車出来るためである。